# 威尔克斯平原
威尔克斯平原是东南极的大型冰下平原，位于乔治五世海岸南端、阿尔伯特亲王山脉西端，长1400公里、宽400公里，是东南极最大的入海冲积平原。因温度较高的海水流入冰隙的缘故，威尔克斯平原处于洋冰盖不稳定状态。

## 历史
1959年—1960年间，美国人踏足维多利亚地时首度发现威尔克斯平原。1961年，美国南极洲名称咨询委员会因此地西段临近威尔克斯地而将其命名为威尔克斯平原，以此纪念19世纪美国探险家查尔斯·威尔克斯。

## 冰川消退
2014年5月，《自然气候变化》一篇文献指出平原中海水结成的冰很可能会在200年内融化。若是不加干涉的话，东南极的冰将会在接下来的5000至10000年间注入大海，导致海平面上升3米至4米。